# Maqam árabe
Na música árabe e persa, o maqam (em árabe: مقام, translit. maqām; em persa: مقام; romaniz.: maqâm) é um modo melódico heptatônico, utilizado tanto para a música instrumental como vocal. Cada maqam pode ser compreendido como uma técnica de improvisação com padrões, alturas e desenvolvimentos próprios, mas sem ritmo fixo. São formados por ajnas (singular, em árabe: جنس‎, translit. jins), tríades, tetracordes e pentacordes, sendo que cada maqam tem obrigatoriamente dois ajnas (chamados "superiores") e facultativamente ajnas adicionais (chamados "secundários"), estes primariamente utilizados para modulação.
O termo maqam tem suas origens nos tratados musicais do século XV de Abd al-Qadir Maraghi, de forma que se disseminou para outras formas de modalismo, como a clássica otomana (o makam), a sefardita (o maqam semanal), a azeri (o mugham), a asiática central (o shashmaqam) e a chinesa (o muqam).